# Keychange
Keychange (dt. in etwa Tonartwechsel) ist eine von der Europäischen Kommission geförderte Initiative zur Gleichstellung der Geschlechter in der Musikindustrie und Veranstaltungswelt, die sich zum Ziel gesetzt hat, die Musikbranche zu diversifizieren und nachhaltige Veränderungen zu bewirken.
Mit der Keychange Pledge, werden Branchenakteure, wie Festivals und Musikorganisationen dazu aufgerufen, eine Quote von mindestens 50 % Frauen und unterrepräsentierten Geschlechtern in die Programmgestaltung oder auch in den Teams hinter den Bühnen oder Gremien aufzunehmen.
Im Rahmen des Keychange Talent Leadership Programmes nehmen 42 aufstrebende Professionals und Artists der Musikbranche aus Europa und Kanada an einem intensiven, sechsmonatigen Schulungsprogramm teil, um als Führungspersönlichkeiten die Musikbranche vielfältiger, inklusiver und gerechter zu gestalten. Die in diesem Programm entwickelten Projekte zur Förderung von Diversity, Equality, Inclusion und Accessability (DEIA) sollen im Nachgang von den Absolvierenden in die Praxis umgesetzt werden. Keychange wird vom Reeperbahn Festival, der PRS Foundation und dem Musikcentrum Öst geleitet und durch das Creative Europe Programm der Europäische Union unterstützt, in Partnerschaft mit der Tallinn Music Week, Oslo World, SACEM, Different Sounds Festival, Artist in Bloom und Music Export Poland, Socan, FACTOR, Canada.

## Geschichte
Das Projekt wurde 2015 von Vanessa Reed, Vorstandsvorsitzende der britischen PRS Foundation zur Talent-Förderung von Künstlerinnen erdacht. 2017 wurde das Projekt international für Europa und Kanada gestartet. Eine Keychange-Pledge wurde formuliert mit dem Versprechen, für Gleichstellung in der Musikbranche zu sorgen. Es schlossen sich bereits zu Beginn 50 Festivals an. 2020 startete ein Development-Programm, bei dem 37 Musikerinnen und 37 Akteurinnen der Musikindustrie über vier Jahre gefördert werden. Das Projekt wurde von der Europäischen Union mit 1,4 Millionen Euro unterstützt.
Von 2019 bis 2024 leitet das Reeperbahn Festival die zweite Phase der Initiative Keychange 2.0 in enger Abstimmung mit der britischen PRS Foundation und dem Musikcentrum Öst in Schweden.

## Initiative
Da Frauen, Trans- und nichtbinäre Geschlechter in der Musikbranche, auf Festivals und als Komponistinnen und Produzentinnen unterrepräsentiert sind, versucht das Projekt eine Gleichstellung der Geschlechter herzustellen. Zu den Zielen gehören:
- 50:50 Geschlechterverteilung bei Festival-Acts
- Gleichstellung bei Konferenzpanels
- Gleichstellung bei Orchestermusikern und Komponisten
- Förderung von Produzentinnen, Branchenaktivistinnen uvm.

Mit der Unterzeichnung der Keychange Pledge verpflichteten sich Branchenakteure die Anzahl von Frauen und marginalisierten Geschlechtern in ihren Wirkungsbereichen zu erhöhen und so Geschlechtergleichstellung zu erreichen. Die Partnerorganisationen können ihre Verpflichtung auf die Art und Weise umzusetzen, die für ihre eigene Organisation am relevantesten ist.
Beispiele hierfür sind:
- Festivals und Konferenzen können verpflichten sich mindestens 50 % Frauen und marginalisierte Geschlechter in ihr Festivalprogramme aufzunehmen.

- Orchester können die 50%-Zielvorgabe für in Auftrag gegebene Komponistinnen und/oder die Anzahl der Musikerinnen verwenden, die Anzahl der Solistinnen oder auch die Ausgewogenheit des Führungspersonals, Agenturen, Verlage und Labels könnten die Ausgewogenheit der Künstlerinnen, die sie unter Vertrag nehmen, überprüfen.

Keychange Studien
Im Jahr 2021 und 2022 hat das Reeperbahn Festival, als Keychange Partner, zwei von der Beauftragten der Bundesregierung für Kultur und Medien (BKM) geförderte, groß angelegte Marktforschungsstudien in Auftrag gegeben.
2021 wurde die „Studie zur Geschlechtervielfalt in der Musikwirtschaft und Musiknutzung“ in Kooperation mit der Malisa Stiftung veröffentlicht.
Konkret wurden Einstellungen zu Themen wie Chancengleichheit, bestehende Barrieren und mögliche Maßnahmen wie die Einführung einer Frauenquote untersucht. Erstmalig wird auch die Relevanz von Geschlechtervielfalt hinsichtlich der Nutzung von Musikangeboten aus Sicht von Konsumentinnen betrachtet.
2022 folgte eine „Nutzerinnenbefragung zur Ausgewogenheit von Geschlechterverhältnissen bei Musikangeboten“. In der nationalen Marktforschungsstudie wurde das Nutzungsverhalten und die Erwartungen von Musiknutzerinnen hinsichtlich des Kriteriums der Geschlechterausgewogenheit bei musikalischen Angeboten in Deutschland untersucht. Auf der Basis dieser Ergebnisse soll der Dialog mit Herstellerinnen von Musikangeboten erfolgen, um Anpassungen und ggf. Änderungen des musikalischen Angebotes zu initiieren und ihnen Handlungsempfehlungen an die Hand zu geben.
Diese Studie richtet sich primär an die Herstellerinnen von Musikangeboten.
Im Jahr 2024 veröffentlichte Keychange den Ergebnisbericht „Studie zur Geschlechtervielfalt im deutschen Musikmarkt“. Hierbei wurden erneut Untersuchungen in Unternehmen der Musikwirtschaft durchgeführt, um den Fortschritt in der Branche zu evaluieren. Konkret wurde der Status quo beim Thema Chancengleichheit und bestehenden Barrieren untersucht. Dabei wurden die Themen Aufstiegschancen und Elternschaft in der Musikbranche näher beleuchtet. Die Ergebnisse der Studie sollen als Grundlage dienen, um gezielte Maßnahmen zur Förderung von Geschlechtergerechtigkeit und Diversität durch bestehende Initiativen wie Keychange abzuleiten.